# Veltheim (Zwitserland)
Veltheim is een gemeente en plaats in het Zwitserse kanton Aargau en maakt deel uit van het district Brugg.
Veltheim telt 2.605 inwoners.